# Statistica d'ordine
Sia {\displaystyle (X_{1},X_{2},\dots ,X_{n})} una distribuzione di un carattere {\displaystyle X} quantitativo oppure qualitativo ordinabile (ossia le cui modalità possano essere ordinate in base a qualche criterio), rilevato su {\displaystyle n} unità statistiche. Indichiamo con {\displaystyle X_{(1)}} la modalità minima secondo l'ordine dato, con {\displaystyle X_{(2)}} quella che descrive la modalità successiva in ordine crescente rispetto all'ordine dato e così via. Ciascun indice {\displaystyle X_{(1)},X_{(2)},\ldots ,X_{(n)}} viene detto statistica d'ordine.

## In probabilità
In teoria delle probabilità, date {\displaystyle n} variabili aleatorie {\displaystyle X_{1},X_{2},\dots ,X_{n},} si possono definire le statistiche d'ordine {\displaystyle X_{(1)},X_{(2)},\ldots ,X_{(n)},} che sono ancora variabili aleatorie, ordinando le realizzazioni delle variabili {\displaystyle X_{1},X_{2},\dots ,X_{n},} in ordine crescente.
Se le variabili {\displaystyle X_{1},X_{2},\dots ,X_{n}} sono indipendenti ed identicamente distribuite, è possibile determinare esplicitamente la funzione di ripartizione di una statistica d'ordine come funzione delle funzioni di ripartizione delle variabili non ordinate.
La statistica d'ordine la cui funzione di ripartizione è la più intuitiva è quella che identifica la variabile aleatoria dell'insieme la cui determinazione avrà il valore massimo tra tutte le determinazioni, in formule
{\displaystyle X_{(n)}=\max\{X_{1},\ldots ,X_{n}\}.}
Infatti si ha che
{\displaystyle X_{(n)}\leq x\Leftrightarrow X_{1}\leq x,\ldots ,X_{n}\leq x}
e di conseguenza
{\displaystyle F_{X_{(n)}}=P(X_{(n)}\leq x)=P(X_{1}\leq x,\ldots ,X_{n}\leq x)}
e visto che le variabili sono indipendenti ed identicamente distribuite si ha:
{\displaystyle F_{X_{(n)}}=P(X_{(n)}\leq x)=P(X_{1}\leq x,\ldots ,X_{n}\leq x)=P(X_{1}\leq x)\cdots P(X_{n}\leq x)=\prod _{i=1}^{n}{F(x)}=F(x)^{n},}
dove {\displaystyle F(x)} è l'identica funzione di ripartizione di ogni variabile dell'insieme. Analogamente si può determinare la funzione di ripartizione di {\displaystyle F_{X_{(1)}}}, notando che l'evento complementare è che tutte le variabili aleatorie abbiano valore maggiore di {\displaystyle x}:
{\displaystyle F_{X_{(1)}}=1-P(X_{1}>x,\ldots ,X_{n}>x)=1-P(X_{1}>x)\cdots P(X_{n}>x)=1-\prod _{i=1}^{n}{P(X_{i}>x)}=1-\prod _{i=1}^{n}{[1-F(x)]}=1-[1-F(x)]^{n}.}
Per determinare invece la funzione di ripartizione di statistiche d'ordine differenti dal minimo e dal massimo, bisogna ricorrere sempre a delle elaborazioni di carattere logico-insiemistico sugli eventi, per esempio {\displaystyle X_{(3)}\leq x} se e solo se il numero di variabili aleatorie la cui determinare è minore o uguale a {\displaystyle x} è almeno 3.
Se volessimo calcolare le probabilità che il numero di variabili aleatorie la cui determinazione sarà minore o uguale a {\displaystyle x} sia esattamente 3, si dovrebbe far ricorso ad una variabile aleatoria binomiale {\displaystyle B} di parametri {\displaystyle n} e {\displaystyle p=F(x)}, dove {\displaystyle n} è il numero di variabili aleatorie dell'insieme. Quindi si avrebbe che questa probabilità coincide con
{\displaystyle P(B=3)={\binom {n}{3}}F(x)^{3}[1-F(x)]^{n-3}.}
Tuttavia, si vuole la probabilità {\displaystyle P(B\geq 3)}, che in generale ha la seguente espressione:
{\displaystyle P(B\geq 3)=\sum _{i=3}^{n}P(B=i).}
Di conseguenza, per una generica statistica d'ordine:
{\displaystyle F_{X_{(r)}}(x)=P(B\geq r)=\sum _{i=r}^{n}P(B=i)=\sum _{i=r}^{n}{\binom {n}{i}}F(x)^{i}[1-F(x)]^{n-i}.}